# Eilema infucata
Eilema infucata là một loài bướm đêm thuộc phân họ Arctiinae, họ Erebidae.